# Petrochóri (Messénie)
Petrochóri, en grec moderne : Πετροχώρι, est un village du dème de Pylos-Nestor, district régional de Messénie, en Grèce.
Selon le recensement de 2011, la population du village compte 135 habitants.